# Walter Reupsch
Walter Reupsch (ur. 1905, zm.?) – zbrodniarz hitlerowski, członek załogi obozu koncentracyjnego Flossenbürg i SS-Unterscharführer.
Dwukrotnie pełnił służbę we Flossenbürgu jako aptekarz obozowy. Najpierw w okresie od 20 stycznia 1941 do czerwca 1942, a następnie od maja 1943 do kwietnia 1944. Reupsch odmawiał więźniom dostępu do lekarstw, którymi zresztą niejednokrotnie handlował, uzyskując w zamian od innych esesmanów żywność lub alkohol.
W pierwszym procesie załogi Flossenbürga przed amerykańskim Trybunałem w Dachau Reupsch za swoje zbrodnie skazany został na karę 20 lat pozbawienie wolności.